# 夏普吐勒镇
夏普吐勒镇，是中华人民共和国新疆维吾尔自治区喀什地区伽师县下辖的一个乡镇级行政单位。
2014年10月20日，新疆维吾尔自治区人民政府批复同意撤销夏普吐勒乡建制，设立夏普吐勒镇。

## 行政区划
夏普吐勒镇下辖以下地区：
央艾日克村、喀玛铁日克村、扎洪拉村、加依艾日克村、托万加依艾日克村、墩艾热克村、阿热夏普吐勒村、提木村、米里克村、依肯苏村、克曼村、兰干村、巴依艾日克村、喀赞库力村、安江艾日克村、其那艾日克村、托什坎拉村、巴依托喀依村、恰依拉村、琼阿克艾日克村、克其克阿克艾日克村和库木墩村。